# 지창익
지창익(池昌益, 1919년~?)은 조선민주주의인민공화국의 정치인이다.

## 생애
1919년에 태어난 그는 만경대혁명학원을 졸업한 뒤 중앙당학교 교무부장과 당 과학교육부 부부장, 국제대학 학장, 김일성종합대학 제1부총장을 지냈으며, 1980년에 당 중앙위 후보위원, 1981년에는 김일성종합대학 총장을 맡았다. 1982년에는 최고인민회의 제7기 대의원, 텔레비전방송대학 학장, 중앙인민위원회 서기장 겸 위원을 맡았으며, 이후 최고인민회의 제8·9기 대의원과 최고인민회의 제9기 중앙인민위원회 서기장을 차례로 지냈다.
2001년 7월, 애국렬사릉으로 이장되었다.